# گیاه‌پارچ سامار
گیاه‌پارچ سامار (نام علمی: Nepenthes samar)، یک گونه از سرده گیاه‌پارچ‌های مدارگان و بومی فیلیپین است. تنها از جزیره سامار که به نام آن نامگذاری شده است شناخته می‌شود. از نزدیک با گیاه‌پارچ مریلیانا متحد است.